# Ida Karstoft
Ida Kathrine Karstoft (født 29. oktober 1995) er en dansk løber og tidligere fodboldspiller.
Hun indledte sin idrætskarriere som fodboldspiller og nåede at blive dansk mester med Brøndby IF og få to kampe på det danske landshold.
Ida Karstoft har siden skiftet til atletik, hvor hun har sat danske rekorder på 60 meter, 100 meter og 200 meter-distancerne samt 4 x 100 meter. Hun har derudover været udtaget for Danmark til både VM i atletik 2019, OL 2020 i Tokyo (reelt i 2021, fordi OL blev udskudt et år p.g.a. covid-krisen) og EM 2022, hvor hun vandt bronzemedalje i 200 meter løb.

## Fodboldkarriere
Karstoft startede sin fodboldkarriere i Klinkby Boldklub og kom senere til Lemvig GF. Fra 2011-2013 var hun en af de bærende kræfter på Thisted FCs U18 DM-hold, som vandt DM-guld i 2013. Hun skiftede til Team Viborg i 2013 og fra Team Viborg til Brøndby IF i 2015, efter hun var blevet student fra Lemvig Gymnasium. I Brøndby var hun med til at vinde både Elitedivisionen, Landspokalturnering og spillede fire kampe i Champions League. 
Karstoft har spillet to A-landskampe og 37 U17- og U19-landskampe - de fleste af dem for U19-landsholdet, som hun debuterede for allerede som 16-årig tilbage i 2012. Hun vandt bronze i EM-slutrunden för U17 2012 i Nyon, Schweiz og detog i EM-slutrunden för U19 2013 i Llanelli, Wales. I 2014 blev hun af DBU nomineret som Årets Talent.
2014 var Karstoft udtaget til A-landsholdstruppen i VM-kvalifikationskampen på udebane mod Island, men det blev ikke til spilletid, debuten kom på A-landsholdets træningslejr i Tyrkiet i januar 2015, hvor Karstoft spillede i de to venskabskampe mod New Zealand.

## Atletikkarriere
Karstoft løb ved atletikstævner i Sverige i januar 2017 60 meteren på 7,84 og 200 meter på 25,22. Hun blev i februar udtaget til det danske landshold i den nordiske landskamp indendørs i Tampere, hvor hun slog sin egen rekord på 200 meter i tiden 24,96, men den blev løbet på en 300 meter bane, så tiden er ikke godkendt som en indendørs personlig rekord. Desuden løb hun på det dansk/islandske 4 x 300 meter stafethold.
Ugen efter vandt hun sølv ved indendørs-DM med Spartas 4 × 200 meter stafethold og nåede individuelt en fjerdeplads på 200 meter og en femteplads på 60 meter.
De første DM-medaljer individuelt kom på DMU-inde, hvor hun vandt sølv på 200 meter og bronze i længdespring, i hendes første start i disciplinen nogensinde. Hun vandt guld med Spartas 4 × 200 meter stafethold, bestående af Ida Karstoft, Emilie R Hansen, Anne Porsholdt og Anne Sofie Kirkegaard, som også satte dansk U23- og P22-rekord.
Ved Tårnby Games 2017, i hendes første start i disciplinen nogensinde, løb hun 100 meter på 12,32. 
Karstoft vandt sin første udendørs-titel 2018 efter at hun havde fravalgt 100 meter til fordel for 400 meter. I hendes blot andet forsøg på distancen vandt hun guld i dansk årsbedste 55,96 sek. 
Duellen på 200-meter, hvor mestrene fra 100 og 400 meter mødte hinanden, blev en yderst tæt dyst, hvor Mathilde Kramer som ventet førte solidt, inden Karstoft på de sidste meter kom tættere og tættere på, men Kramer trak det længste strå. Tiderne 23,85 og 23,86 sek i +1,7 m/s var gennem tiderne kun overgået af den danske rekordindehaver Dorthe Wolfsberg (23,36) og Sara Slott Petersen 23,59. 
Karstoft var med på det danske 4 x 100 meterhold som blev valgt til DAFs Årets Atleter efter rekordløbet ved EM i Berlin 2018.
Karstoft var med på det danske 4 x 100 meterhold, som ved stafet-VM i Yokohama, Japan 2019 vandt sit indledende heat og satte dansk rekord med 43,90 sekunder. Den danske kvartet bestod desuden af Astrid Glenner-Frandsen, Mette Graversgaard og Mathilde Kramer. Til finalen var Karstoft skadet og blev erstattet af Louise Østergaard; danskerne blev nummer otte i finalen.
Under Europa Cuppen for klubhold 2019 i Castellón de la Plana i Spanien løb Karstoft personlig rekord på 100 meter 11,66 (1,4) og 200 meter med 23,57 (+0,0) og blev næsthurtigste dansker nogensinde og kun 0,19 fra Dorte Wolfsbergs danske rekord. I den samlede stilling sluttede Sparta på sjettepladsen.
Karstoft var med på det danske 4 x 100 meterhold ved OL 2020 i Tokyo (afholdt 2021), og her forbedrede holdet igen den danske rekord på 43,51 s, hvilket gav en samlet 14. plads. De øvrige på holdet var ved denne lejlighed Mathilde Kramer, Astrid Glenner-Frandsen og Emma Beiter Bomme.
I begyndelsen af 2022 satte Ida Karstoft to uger i træk dansk indendørsrekord på 200 m. Først løb hun på 23,36 sekunder 29. januar, og 5. februar forbedrede hun rekorden til 23,25. Hun fortsatte sine rekorder, og 16. juni samme år nåede hun op på sin niende danske rekord, alene i 2022, da hun vandt 200 m ved Diamond League-stævnet i Oslo i tiden 22,73. Et par dage senere forbedrede hun rekorden yderligere til 22,67.
Karstoft cementerede sit internationale niveau, da hun ved EM i atletik 2022 i München på 200 meter vandt bronzemedalje i sin indtil da næstbedste tid, 22,72 sek 
Karstoft træner under Michael Jørgensen i Sparta. Han står også for den fysiske træning af Brøndbys ynglinge- og juniorfodboldhold, og han fik øje på Karstofts talent for atletik, da hun var skadet og løbetrænede.

## Rekorder

### Personlige rekorder
| Indendørs - 60 meter: 7,25 26. februar 2022 (dansk rekord) - 200 meter: 23,25 5. februar 2022 (dansk rekord) - Længdespring: 5,13 Sparbank Arena i Skive, 25. februar 2017 | Udendørs - 100 meter: 11,32 (0,2) 11. Juni 2022 - 150 meter: 17,66 (0,9) 19. August 2018 - 200 meter: 22,60 (1,4) 12. April 2024 - 300 meter: 38,79 6. maj 2018 - 400 meter: 55,96 25. august 2018 - Tallene i parentes angiver vindstyrken i det pågældende løb; et minus foran betyder at der var modvind. |

### Danske rekorder
- 100 meter: 11,32 Østerbro Stadion, Danmark 11. juni 2022
- 200 meter: 22,60 Gainesville (Florida), USA 12. april 2024
- 4 x 100 meter: 43,46 Eugene, Oregon, USA juli 2022

U23 og P22
- 4 x 200 meter 1:42,06 Sparbank Arena i Skive, 18. februar 2017